# Obrost sinawy

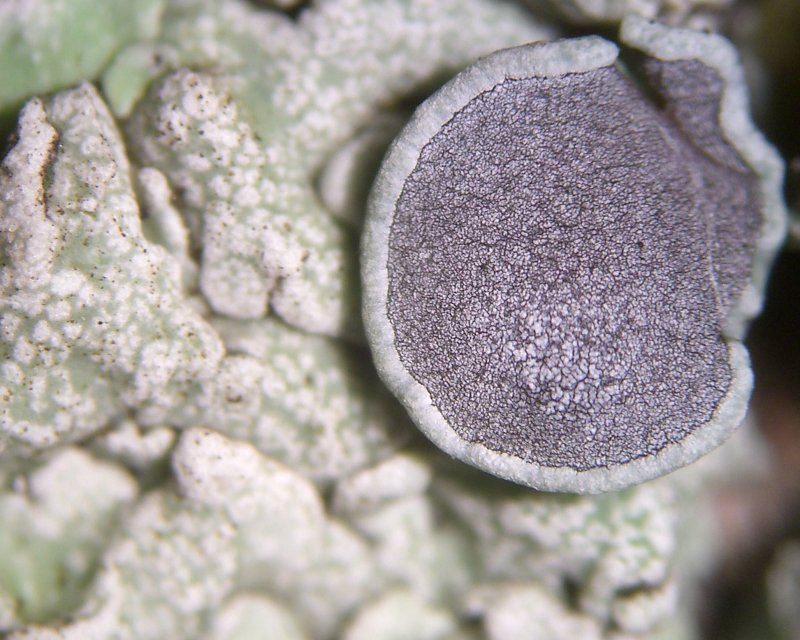
Apotecjum i odcinki plechy

Obrost sinawy (Physcia aipolia (Ehrh. ex Humb.) Fürnr.) – gatunek grzybów z rodziny obrostowatych (Physciaceae). Ze względu na współżycie z glonami zaliczany jest do porostów.

## Systematyka i nazewnictwo
Pozycja w klasyfikacji według Index Fungorum: Physcia, Physciaceae, Caliciales, Lecanoromycetidae, Lecanoromycetes, Pezizomycotina, Ascomycota, Fungi.
Po raz pierwszy gatunek ten opisany został w 1793 przez J.F. Ehrharta i W. Humboldta jako Lichen aipolius. Do rodzaju Physcia przeniósł go August Emmanuel Fürnrohr  w 1839 r. i nazwa nadana przez tegoż autora jest obecnie według Index Fungorum prawidłowa.
Niektóre synonimy nazwy naukowej:

- Imbricaria aipolia (Ehrh. ex Humb.) DC. 1805
- Lichen aipolius Ehrh. ex Humb. 1793
- Lobaria aipolia (Ehrh. ex Humb.) Hoffm.
- Parmelia aipolia (Ehrh. ex Humb.) Ach. 1803
- Physcia aipolia var. cercidia (Ach.) Nyl. 1879
- Physcia stellaris var. aipolia (Ehrh. ex Humb.) Tuck. 1860
- Physcia stellaris var. cercidia (Ach.) Th. Fr. 1871
- Squamaria aipolia (Ehrh. ex Humb.) Frege 1812
- Xanthoria aipolia (Ehrh. ex Humb.) Horw. 1912

Nazwa polska według Krytycznej listy porostów i grzybów naporostowych Polski.

## Morfologia
Plecha listkowata, tworząca rozetki o średnicy 2–6 cm. Do podłoża przylega ściśle. Zazwyczaj plechy występują licznie obok siebie, tworząc skupiska. Górna powierzchnia plechy ma barwę białawoszarą lub ciemnoszarą. Jest głęboko wcinana, jej odcinki są płaskie lub nieco wypukłe i mają szerokość 0,5–5 mm. Charakterystyczną cechą jest występowanie na powierzchni plechy białawych plamek oraz brak izydiów i soraliów. Dolna strona plechy ma barwę białawą, różowawą lub jasnobrunatną i są na niej dość liczne, jasne lub brunatne chwytniki. Plecha zawiera glony protokokkoidalne.
Zazwyczaj dość obficie występują owocniki. Są to apotecja lekanorowe o średnicy 1–4 mm. Mają ciemnobrunatne lub czerwonobrunatne, nagie lub niebieskawo przyprószone tarczki oraz gładki lub karbowany brzeżek (ekscypulum). W jednym worku powstaje po 8 dwukomórkowych, brunatnych, grubościennych askospor o rozmiarach 15–26 × 7–11 μm. Pyknidia są zanurzone w plesze, powstają w nich mniej więcej cylindryczne konidiospory o rozmiarach 4–6 × 1 μm.
Reakcje barwne: kora i rdzeń K + żółty, C, KC-, P + żółte. Metabolity wtórne: w korze i rdzeniu występuje atranorin, rzadko inne triterpeny.

## Występowanie i siedlisko
Gatunek kosmopolityczny, występujący na wszystkich kontynentach łącznie z Antarktydą. a także na wielu wyspach. Występuje od najdalej na północ wysuniętych skrawków lądu na półkuli północnej (północne wybrzeża Grenlandii i archipelag Svalbard), po wybrzeża Antarktydy. W Polsce występuje na obszarze całego kraju, ale jest dość rzadki. Znajduje się na Czerwonej liście roślin i grzybów Polski. Ma status NT – bliskie zagrożenie.
Główne siedlisko jego występowania to kora drzew liściastych, szczególnie poza zwartymi kompleksami leśnymi (w miejscach bardziej słonecznych).
Na plesze pasożytuje grzyb Nectriopsis physciicola.

## Gatunki podobne
Najbardziej podobnymi gatunkami wśród obrostów występujących na korze drzew są obrost gwiazdkowaty (Physcia stellaris) i obrost modry (Physcia caesia). Najbardziej charakterystyczną cechą pozwalająca odróżnić od nich obrost sinawy są białawe plamki na jego górnej powierzchni plechy oraz brak izydiów i soraliów.